# Ephesia thalamos
Ephesia thalamos là một loài bướm đêm trong họ Noctuidae.